# لبنان ایر ترنسپورت
لبنان ایر ترنسپورت (به انگلیسی: Lebanese Air Transport) یک شرکت هواپیمایی با کد یاتا LQ است. قطب لبنان ایر ترنسپورت در بیروت قرار دارد.